# Вейнсбург (Огайо)
Вейнсбург (англ. Waynesburg) — селище (англ. village) в США, в окрузі Старк штату Огайо. Населення — 925 осіб (2020).

## Географія
Вейнсбург розташований за координатами 40°40′6″ пн. ш. 81°15′35″ зх. д. / 40.66833° пн. ш. 81.25972° зх. д. (40.668263, -81.259810).  За даними Бюро перепису населення США в 2010 році селище мало площу 1,34 км², уся площа — суходіл.

## Демографія
Згідно з переписом 2010 року, у селищі мешкали 923 особи в 361 домогосподарстві у складі 249 родин. Густота населення становила 690 осіб/км².  Було 408 помешкань (305/км²).
Расовий склад населення:
| - 97,6 % — білих - 1,0 % — чорних або афроамериканців - 0,1 % — корінних американців - 0,1 % — азіатів |

До двох чи більше рас належало 1,2 %. Частка іспаномовних становила 0,7 % від усіх жителів.
За віковим діапазоном населення розподілялося таким чином: 25,7 % — особи молодші 18 років, 60,8 % — особи у віці 18—64 років, 13,5 % — особи у віці 65 років та старші. Медіана віку мешканця становила 39,0 року. На 100 осіб жіночої статі у селищі припадало 100,7 чоловіків;  на 100 жінок у віці від 18 років та старших — 94,3 чоловіків також старших 18 років.
Середній дохід на одне домашнє господарство  становив 48 933 долари США (медіана — 41 250), а середній дохід на одну сім'ю — 59 613 долари (медіана — 54 286). Медіана доходів становила 41 250 доларів для чоловіків та 27 292 долари для жінок. За межею бідності перебувало 16,4 % осіб, у тому числі 30,3 % дітей у віці до 18 років та 9,7 % осіб у віці 65 років та старших.
Цивільне працевлаштоване населення становило 380 осіб. Основні галузі зайнятості: виробництво — 20,0 %, освіта, охорона здоров'я та соціальна допомога — 17,6 %, мистецтво, розваги та відпочинок — 12,1 %, роздрібна торгівля — 10,8 %.